# Alexander Monro (1773-1859)
Pour les articles homonymes, voir Alexander Monro et Monro.
Alexander Monro (dit tertius) est un anatomiste écossais, né le 5 novembre 1773 à Édimbourg et mort le 10 mars 1859.
Après son doctorat en médecine qu’il obtient à l’université d’Édimbourg en 1797, il part compléter sa formation à Londres et à Paris.
À partir de 1798, il assiste son père, Alexander Monro (1733-1817) (dit secundus) à la chaire d’anatomie et de chirurgie de l’université d’Édimbourg, qu’il occupe seul à partir de 1808.
Il est notamment l’auteur d’Observations on Crural Hernia (1803), Morbid Anatomy of the Human Gullet, Stomach and Intestines (1811), Outlines of the Anatomy of the Human Body (1813), Engravings of the Thoracic and Abdominal Viscera (1814), Observations of the different kinds of Small-pox (1818), Morbid Anatomy of the Brain (1827), Anatomy of the Urinary Bladder and Perinaeum in the Male (1842).